# II-56
Die II-56 (bulgarisch Републикански път ІІ-56 Republikanski pat II-56, also Republikstraße II-56) ist eine Hauptstraße (zweiter Ordnung) in Zentralbulgarien.

## Verlauf
Die Republikstraße II-56 fängt südlich von Schipka an einer Kreuzung mit der III-5601 an. Ganz in der Nähe verläuft die wichtige Republikstraße I-5. Ab der Kreuzung verläuft sie in Richtung Südwesten durch das Rosental in Richtung Pawel Banja und Republikstraße I-6.
Obwohl die II-56 eine Straße zweiten Ranges ist, verkehren in ihrem Anfangsteil jedoch fast keine Autos über sie. Die Lage der Straße ist bis zur I-6 in einem schlechten Zustand. Es wird deswegen die III-5601 benutzt.
Nach der Kreuzung mit der I-6 verläuft die II-56 nach Süden und führt durch die Kleinstadt Pawel Banja. Es folgt ein Pass über die Sredna Gora, woraufhin die Oberthrakische Tiefebene erreicht wird. In ihrem weiteren Verlauf schlägt sie wieder eine Richtung Südosten nach Plowdiw ein. Bis dorthin verläuft sie durch die Städte Bresowo und Rakowski. Die II-56 überquert noch bei Kilometer 90 die A1 „Trakija“ und bildet danach für ein paar Kilometer noch einen Teil des unvollendeten Straßenrings um Plowdiw. Sie endet dann als Anschlussstelle an der Republikstraße I-8.